# Deutsche Gesellschaft für Positiv-Psychologische Forschung
Die Deutsche Gesellschaft für Positiv-Psychologische Forschung e.V. (DGPPF) ist eine Vereinigung der in Forschung und Lehre im Kontext der Positiven Psychologie tätigen Wissenschaftler verschiedener Fachdisziplinen. Sie ist ein interdisziplinärer Forschungs- und Lehrverbund und die erste deutsche Forschungsgesellschaft für Positive Psychologie. Ihre Gründung sowie die Ausrichtung der ersten Konferenz zur positiven-psychologischen Forschung in Deutschland sichern den Anschluss an die internationale Forschung (European Network for Positive Psychology, PP-Listung Dänemark). Sie ist Mitglied der International Positive Psychology Association (IPPA). Der Sitz der DGPPF befindet sich in Lorich bei Trier.

## Ziele
Die DGPPF erstrebt die Förderung und Verbreitung der wissenschaftlichen Positiven Psychologie und die internationale Sichtbarkeit der aus dem deutschsprachigen Raum stammenden positiv-psychologischen Forschung. Dieses Ziel wird durch die Förderung der positiv-psychologisch ausgerichteten Wissenschaft und Forschung verfolgt. Hierzu dienen:
- Die Ausrichtung von Fachkongressen und kleineren Fachtagungen.
- Die Organisation und Durchführung von Vorlesungen, Vorträgen und Workshops.
- Die Förderung des interdisziplinären Austausches innerhalb des Forschungsfeldes der Positiven Psychologie. Dieses umfasst insbesondere auch die Unterstützung von Forschung und Entwicklung unter Verwendung von bestehenden und neuen Technologien, Ideen, Fähigkeiten und Fertigkeiten aus den verschiedenen Disziplinen.
- Die Förderung von Fachpublikationen.
- Die Partizipation an Veranstaltungen wie Tagung, Symposien, Workshops.
- Die Erstellung empirischer Messinstrumente zur wissenschaftlichen Datenerhebung sowie Erhebung und Auswertung empirischer Daten.
- Die Förderung des bundesweiten und internationalen Informationsaustauschs mit vergleichbaren Organisationen.
- Die Förderung und Betreuung der Mitglieder im Rahmen des Vereinszwecks.
- Die Sicherung und Erweiterung der Stellung der Positiven Psychologie an Hochschulen, in Forschungsinstituten und sonstigen wissenschaftlichen Einrichtungen, im Schulunterricht und anderen Ausbildungsbereichen sowie in der Öffentlichkeit durch Förderung der o. g. sowie weiterer Initiativen, soweit zur Zweckerreichung sinnvoll.

Die Gemeinnützigkeit wurde durch das Finanzamt Trier anerkannt.

## Fachgruppen
In der DGPPF existieren die folgenden Fachgruppen.
- Positive Psychologie des Alltagslebens (Leitung: Jens Förster)
- Positive Psychologie und Arbeitskontexte (Leitung: Stefanie Winter)
- Positive Psychologie und Begabung (Leitung: Tanja Gabriele Baudson)
- Positive Psychologie und Klinische Psychologie (Leitung: Anton-Rupert Laireiter)
- Positive Psychologie und Motivation (Leitung: Michaela Brohm-Badry)
- Positive Psychologie und Physiologie (Leitung: Corinna Peifer)
- Positive Psychologie und Technologie (Leitung: Michael Burmester)

## Wissenschaftliche Konferenzen
Die erste Konferenz der DGPPF wurde im Mai 2016 zum Thema State of the Art: Zum Stand der positiv-psychologischen Forschung im deutschsprachigen Raum an der Universität Trier ausgerichtet. An der Konferenz nahmen rund 100  Forscher aus Deutschland, Österreich, der Schweiz und Luxemburg teil.
Die Konferenz stieß in den Medien auf breite Resonanz.
Die zweite Konferenz der DGPPF zum Thema Wie Menschen wachsen – Positiv-Psychologische Entwicklung von Individuum, Organisation und Gesellschaft fand im Juni 2017 an der Universität Trier statt. Die etwa 110 Teilnehmer reisten aus Deutschland, Österreich, der Schweiz, Luxemburg und Polen an. Die Konferenz wurde in den Medien beachtet.
Die dritte Konferenz der DGPPF zum Thema Zusammen wachsen – Förderung der positiven Entwicklung von Individuen, Organisationen und Gesellschaft fand vom 3. bis 5. Mai 2018 an der Ruhr-Universität Bochum statt. Über 200 Teilnehmer aus Deutschland, Österreich, Schweiz, Dänemark, Südafrika, Indonesien, Luxemburg und der Türkei nahmen an der Konferenz teil. Die Keynotes wurden von Tanja Gabriele Baudson (Universität Luxemburg), Tobias Esch (Universität Witten/Herdecke), Maike Luhmann (Ruhr-Universität Bochum), Jürgen Margraf (Ruhr-Universität Bochum) und Willibald Ruch (Universität Zürich, Schweiz) gehalten. Zudem hielt Eckart von Hirschhausen einen Vortrag zum Thema Humor hilft heilen.

## Preisverleihungen und Preisträger
Im Rahmen der ersten Konferenz der DGPPF an der Universität Trier wurde Falko Rheinberg (Professur für Psychologie, i. R., Universität Potsdam) am 21. Mai 2016 für sein herausragendes Lebenswerk im Bereich der Flow- und Motivationsforschung die „Goldene Kette der positiven Forschung“ verliehen. Er ist der erste Preisträger, dem die DGPPF diese Auszeichnung verliehen hat.
Während der zweiten Konferenz der DGPPF wurden am 10. Juni 2017 drei Preise verliehen: Der Wissenschaftspreis ging an Anton-Rupert Laireiter (Universität Wien/Universität Salzburg), der Nachwuchspreis ging an Friedrich Meixner (Universität Ulm) und der Innovationspreis ging an Magdalena Laib (Hochschule der Medien Stuttgart).
Auch während der dritten DGPPF-Konferenz wurden am 5. Mai 2018 drei Preise verliehen: Der Wissenschaftspreis ging an Bernhard Schmitz (TU Darmstadt), der Nachwuchspreis sowohl an Katharina Breuer (Rheinische Fachhochschule Köln) als auch an Florens Goldbeck (Universitätsklinikum Tübingen) und der Innovationspreis an Tanja Gabriele Baudson (Universität Luxemburg).

## Vorstand der DGPPF
Der vierköpfige Vorstand der DGPPF setzt sich zusammen aus
- Michaela Brohm-Badry (Präsidentin)
- Corinna Peifer (Vizepräsidentin)
- Christine Syrek (Schriftführerin)
- Julian M. Greve (Schatzmeister)

## Veröffentlichungen
- Brohm-Badry, Michaela; Peifer, Corinna; Greve, Julian M; Berend, Benjamin (2018): Wie Menschen wachsen. Positiv-Psychologische Entwicklung von Individuum, Organisation und Gesellschaft. Pabst Science Publishers, Lengerich, ISBN 978-3-95853-395-0.
- Brohm-Badry, Michaela; Peifer, Corinna; Franz, Viktoria (2018): Positiv-Psychologische Entwicklung von Individuum, Organisation und Gesellschaft: Nachwuchsforschung der DGPPF. Pabst Science Publishers, Lengerich, ISBN 978-3-95853-393-6.
- Brohm-Badry, Michaela; Peifer, Corinna; Greve, Julian M. (2017): Positiv-Psychologische Forschung im deutschsprachigen Raum – State of the Art. Pabst Science Publishers, Lengerich, ISBN 978-3-95853-310-3.